# ギンギラパニック
『ギンギラパニック』は、2001年2月に三洋物産から発売されたデジパチタイプのパチンコ。海物語シリーズの傍流にあたる機種。

## 図柄
本機のキャラクターは、他の海物語シリーズのものと異なる。中段のタコとカニの間に0図柄のサメがあり、「4・0・4」のサメ揃いでも大当たりとなる。
奇数図柄は、CR機では確変図柄、現金機では8ラウンド大当たり・時短100回転の図柄、
偶数図柄は、CR機では通常図柄、現金機では4ラウンド大当たり・時短50回転の図柄となっている。
1. タコ
2. アンコウ
3. カメ
4. 0. サメ
5. フグ
6. クマノミ
7. アザラシ
8. エンゼルフィッシュ
9. カニ

## 予告演出
予告なし
通常変動時専用演出。
リーチ成立直後に演出が起こらないこと。ノーマルリーチ発展濃厚となる。
滑り予告
通常変動時専用演出。
下段図柄が一旦停止した後に滑ってリーチがかかる演出。
イルカ予告
リーチ成立直後に画面右側からイルカが3頭横切る演出。全てのリーチに発展する可能性がある。
魚群予告
リーチ成立直後に画面右側から魚群が通過する演出。期待度が高い演出であり、スーパーリーチ発展濃厚となる。通常時はスーパーリーチのSP発展濃厚となる。

## リーチ演出
ノーマルリーチ
通常変動時専用演出。
特に何も起こらないリーチ演出。期待度は低い。シングルリーチ及びダブルリーチのどちらからも発展する。
イカリーチ
通常変動時専用演出。
シングルリーチから発展する。イカが現れ、足を風車代わりに図柄を進めていく演出。
イカSPリーチ
イカリーチで、リーチ図柄の1つ先の図柄まで進み、イカが紅潮すると期待度の高いSPに発展する。図柄を叩きながら図柄を進めていく。リーチ図柄の1つ前の図柄を叩ききれば大当たりとなる。
サメリーチ
通常変動時専用演出。
シングルリーチから発展する。サメが図柄を1つずつ食べていく演出。リーチ図柄を前に、サメが満腹になり去っていけば大当たりとなる。
サメSPリーチ
サメリーチで、リーチ図柄の1つ前の図柄を食べた後、リーチ図柄とその1つ先の図柄が一緒に出現すると期待度の高いSPに発展する。最終的にサメが1つ先の方の図柄を食べれば大当たりとなる。
カニリーチ
通常変動時専用演出。
ダブルリーチから発展する。カニがジャンプして着地の勢いで図柄を進めていく演出。リーチ図柄で止まれば大当たり。
カニSPリーチ
カニリーチで、リーチ図柄の1つ先の図柄まで進み、両手突き出すと期待度の高いSPに発展する。両手で図柄を進めていく。最終的に4回の煽りの後、5回目の煽りでどちらかのリーチ図柄を引っ張ったら大当たりとなる。4回目の煽りで後ろの方の図柄がそのまま揃って大当たりになるパターンもある。
マリンちゃんリーチ
電サポ中専用演出。
シングルリーチ及びダブルリーチのどちらからも発展する。画面上部からマリンが出現するする演出。リーチ図柄で止まれば大当たりとなる。ビタ止まりのほかに戻りがある。戻りは奇数図柄にしか発生する可能性がないので、発生すると奇数図柄大当たり濃厚となる。
スーパーリーチ扱いなので、必ずイルカ予告か魚群予告を伴うが、両予告に期待度の差はない。

## 再抽選演出
シングルラインの偶数図柄揃いから必ず発生する。図柄がサメリーチのサメに追われて奥へ一旦行き、再び戻ってくる。戻ってくるときに奇数図柄揃いに変わっていれば昇格。図柄が変わらなかったり、他の偶数図柄に変わっていたりする可能性もある。また、「4・0・4」のサメ揃いは、リーチ時に揃うことはなく、再抽選演出を経由しないと揃わない。

## プレミアム演出
本機のプレミアムはいずれも通常変動時の専用演出。奇数図柄大当たり確定ではない。
連続出目予告リーチ
変動時、画面内に同じ図柄が3つバラケ目で一旦停止し、保留をまたがずに再び変動するという擬似連続予告を伴う演出。もう一度同じ図柄が3つバラケ目で一旦停止した後、3度目の変動で必ずダブルリーチになり、マリンちゃんリーチに発展し大当たりとなる。
プレミアム変動
連続出目予告リーチと同様に、画面内に同じ図柄が3つバラケ目で一旦停止した直後、いきなり再抽選演出になり、図柄が揃った状態で戻ってくる。白夜書房の『パチンコ必勝ガイド』では「海遊リバースリーチ」と呼ばれていた。

## その他演出
再始動
リーチが外れた際に、中段図柄が再び動き出して大当たりになる演出。ダブルリーチで発生した場合は奇数図柄での大当たりとなる。
マリンちゃん2段階
マリンちゃんリーチで偶数図柄が揃った直後に中段で再始動が起き、もう片方のリーチ図柄である奇数図柄揃いの大当たりになる演出。

## スペック
| 型式                         | 型式                         | L5                        | L6                          | M7                          | S8                                                     |
| ---------------------------- | ---------------------------- | ------------------------- | --------------------------- | --------------------------- | ------------------------------------------------------ |
| 特賞種別                     | 特賞種別                     | デジパチ                  | デジパチ                    | デジパチ                    | デジパチ                                               |
| 種類                         | 種類                         | CR機                      | CR機                        | CR機                        | 現金機                                                 |
| 大当たり確率                 | 通常時                       | 1/238.6                   | 1/315.500                   | 1/306.500                   | 1/103.667                                              |
| 大当たり確率                 | 高確率時                     | 91.769                    | 1/63.1                      | 1/76.625                    | -                                                      |
| タイプ                       | タイプ                       | ライトミドル              | ミドル                      | ミドル                      | 遊パチ                                                 |
| 賞球数                       | 賞球数                       | 5 & 15                    | 5 & 15                      | 5 & 15                      | 5 & 13                                                 |
| ラウンド・カウント数         | ラウンド・カウント数         | 15R・10C                  | 15R・10C                    | 15R・9C                     | 8R or 4R・9C                                           |
| 大当たりシステム             | 大当たりシステム             | ロングST                  | ロングST                    | ロングST                    | 時短                                                   |
| 確変突入率                   | 確変突入率                   | 50/100（50%、ST100回）    | 50/100（50%、ST10000回）    | 50/100（50%、ST10000回）    | なし                                                   |
| 大当たりの内訳（始動口共通） | 大当たりの内訳（始動口共通） | 15R確変：50% 15R通常：50% | 15R確変：50% 15R通常：50%   | 15R確変：50% 15R通常：50%   | 8R（時短100回）：50% 4R（時短50回）：50%               |
| 大当たり出玉                 | 大当たり出玉                 | 2100個                    | 2100個                      | 1900個                      | 8R：800個 4R：400個                                    |
| リミット                     | リミット                     | なし                      | なし                        | なし                        | なし                                                   |
| 電サポ                       | 確変                         | 確変大当たり終了後ST100回 | 確変大当たり終了後ST10000回 | 確変大当たり終了後ST10000回 | なし                                                   |
| 電サポ                       | 時短                         | なし                      | なし                        | なし                        | 奇数図柄大当たり終了後100回 偶数図柄大当たり終了後50回 |
| 保留の数                     | 保留の数                     | 4個                       | 4個                         | 4個                         | 4個                                                    |
| 保留の優先消化               | 保留の優先消化               | なし（入賞順に消化）      | なし（入賞順に消化）        | なし（入賞順に消化）        | なし（入賞順に消化）                                   |

## コンシューマ移植
- パチパラシリーズ
  - 『三洋パチンコパラダイス6〜ギンパニ大水族館』（2001年6月28日発売）にCR機の3機種を収録。